# Antigorita

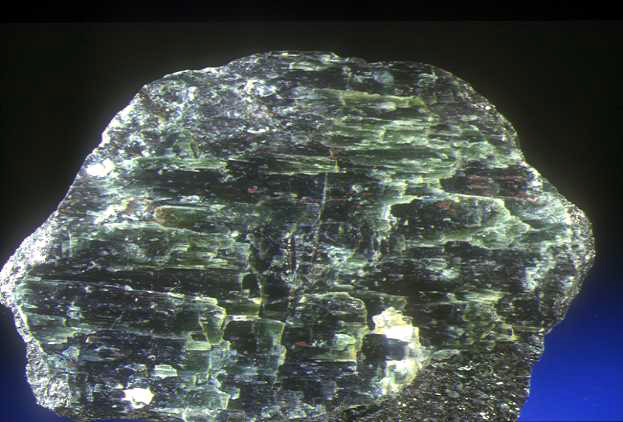
Muestra de antigorita

La antigorita es un mineral de la clase de los silicatos, subclase de los filosilicatos y del grupo de la serpentina-caolinita, de fórmula (Mg, Fe)3Si2O5(OH)4, que cristaliza en el sistema monoclínico y se presenta en láminas. Además posee polimorfos ortorrómbicos.
Fue nombrado en 1840 por Mathias Eduard Schweizer por el nombre del yacimiento topotipo descubierto en el valle de Antigorio, en Italia

## Características
Tiene una dureza de 2.5 a 3.5 y un peso específico de 2.5. Presenta color verde jaspeado, blanco, gris o azul, raya blanca y brillo vítreo, y es de translúcido a opaco. Se encuentra en rocas ultrabásicas como la serpentinita. Se utiliza como piedra ornamental. La antigorita es un mineral común y corriente que generalmente se presenta como producto de alteración de ciertos silicatos magnésicos, especialmente olivino , piroxenos y anfíboles . No es raro encontrarla juntamente con magnesita, cromita y magnetita.

## Localización
Comúnmente se forma durante el metamorfismo de las rocas ultramáficas húmedas y es estable incluso a temperaturas superiores a 600 C0. Se encuentra a una profundidad de 60 km aproximadamente. Tanto se puede encontrar en las rocas ígneas como en las metamórficas y frecuentemente se presenta en partículas diseminadas (en algunos lugares lo hace con tal cantidad que llegan a formar prácticamente la masa entera de la roca). 

## Aplicaciones
La antigorita contiene una cantidad de agua en su estructura de alrededor del 13% en peso. Por lo que la antigorita puede desempeñar un papel importante en el transporte de agua en la tierra en las zonas de subducción y en la posterior liberación de agua. También se utiliza para ornamentar.

## Otros nombres
Antigorita también es conocida como:
- Williamsite, que es el nombre de una variedad local del aceite de color verde con cristales negros de cromita o magnetita menudo incluidos. Se encuentra principalmente en Maryland y Pensilvania, Estados Unidos.
- Gymnite es una forma amorfa de antigorita. Se encontró originalmente en las colinas desnudas, Maryland, y lleva el nombre del griego, gymnos que significa desnudo o desnuda.